# 唐人街家庭
《唐人街家庭》（英語：Chinatown　Family）是林語堂創作的小說，以英文發表於1948年。

## 内容
唐人街家庭一書寫華人湯姆是一名洗衣工人，家庭的成員複雜，有中國人，有美國人，小說寫一家在美國奮鬥成功的故事。夏志清評這本小說：“只是他沒有什麼生活體驗，對華人洗衣工的歷史，也缺乏了解，在他筆下，細節便不真實———他讓洗衣工人整天背誦《道德經》和《論語》來表示他們的文化包袱。細節不真實，作品便膚淺。林語堂寫他不熟悉的洗衣工人，結果在他的小說中讀到的，不是洗衣工人的生活和感情，而是林語堂對他們高高在上的憐憫。”